# Latina Calcio a 5 2017-2018
Questa pagina raccoglie i dati riguardanti il Latina Calcio a 5, squadra di calcio a 5 militante in serie A, nelle competizioni ufficiali del 2017-2018.

## Trasferimenti

### Sessione estiva
| Andrea Basile      | Cogianco                 |
| Manuel Del Ferraro | Olimpus Roma             |
| Pedro Espíndola    | Isola                    |
| Maluko             | Qairat                   |
| Roberto Meneghello | svincolato (calcio a 11) |
| Saúl Olmo          | Benago                   |
| Paulinho           | Cogianco                 |
| Stefano Pilloni    | Isola                    |
| Diogo Teixeira     | Augusta                  |
| Altre operazioni   |                          |
| Alessandro Aiello  | Convitto Napoli          |
| Pietro Baroni      | New Team Ferrara         |
| Mattia Cretella    | Napoli                   |
| Michał Raubo       | Cogianco                 |

| Jacobo Amoedo      | Meta       |
| Luciano Avellino   | Kaos       |
| Simone Chinchio    | Napoli     |
| Sebastián Corso    | SC García  |
| Lucas Maina        | Petrarca   |
| Pica Pau           | svincolato |
| Andrea Terenzi     | Napoli     |
| Altre operazioni   |            |
| Cristiano Compagni | svincolato |
| Gianmarco De Bonis | svincolato |
| Giulio Mazza       | svincolato |
| Gianmarco Rigon    | svincolato |
| Daniele Testa      | svincolato |

### Sessione invernale
| Arrivi | Arrivi | Arrivi | Arrivi |
| Nome   | da     |        |        |
| ------ | ------ | ------ | ------ |

| Saúl Olmo | O Parrulo |

## Organico

### Prima squadra
| N° | Naz.                 | Ruolo | Sportivo           | Anno     |  |  |
| -- | -------------------- | ----- | ------------------ | -------- |  |  |
| 5  | Brasile (bandiera)   | LAT   | Diogo Teixeira     | 13.05.87 |  |  |
| 6  | Italia (bandiera)    | DIF   | Manuel Del Ferraro | 06.03.88 |  |  |
| 8  | Brasile (bandiera)   | DIF   | Pedro Espíndola    | 12.07.93 |  |  |
| 11 | Spagna (bandiera)    | LAT   | Hugo Bernárdez     | 16.01.86 |  |  |
| 12 | Italia (bandiera)    | POR   | Andrea Basile      | 25.03.93 |  |  |
| 13 | Argentina (bandiera) | LAT   | Gerardo Battistoni | 21.04.83 |  |  |
| 16 | Brasile (bandiera)   | UNI   | Paulinho           | 24.09.80 |  |  |
| 18 | Italia (bandiera)    | LAT   | Stefano Pilloni    | 22.01.84 |  |  |
| 19 | Brasile (bandiera)   | PIV   | Maluko             | 14.05.87 |  |  |
| 21 | Italia (bandiera)    | LAT   | Roberto Meneghello | 17.07.83 |  |  |
| 22 | Italia (bandiera)    | POR   | Maurizio Landucci  | 26.11.96 |  |  |
| 28 | Spagna (bandiera)    | UNI   | Saúl Olmo          | 29.08.84 |  |  |

### Under-19
| N° | Naz.               | Ruolo | Sportivo          | Anno     |  |  |
| -- | ------------------ | ----- | ----------------- | -------- |  |  |
| 3  | Italia (bandiera)  | LAT   | Alessandro Aiello | 03.02.99 |  |  |
| 4  | Italia (bandiera)  | POR   | Pietro Baroni     | 02.07.00 |  |  |
| 7  | Polonia (bandiera) | UNI   | Michał Raubo      | 19.05.98 |  |  |
| 15 | Italia (bandiera)  | LAT   | Mattia Cretella   | 15.01.98 |  |  |
| 28 | Italia (bandiera)  | LAT   | Marco Bruni       | 19.06.99 |  |  |